# Sharpiella renitens
Sharpiella renitens là một loài Rêu trong họ Hypnaceae. Loài này được (Mitt.) Ando mô tả khoa học đầu tiên năm 1969.